# Sangha (rivier)
De Sangha (Kongo: Nzâdi Sangha, Frans: Rivière Sangha) is een zijrivier van de Kongo en ligt in Centraal-Afrika.
De Sangha wordt gevormd aan de samenvloeiing van de Mambéré en de Kadéï bij Nola in het zuidwesten van de Centraal-Afrikaanse Republiek.(03° 30′ 55″ NB, 16° 02′ 50″ OL) De Sangha stroomt langs de grens van Kameroen, met de Centraal-Afrikaanse Republiek en vervolgens met de Republiek Congo. De Sangha mondt uit in de Kongo.(01° 12′ 45″ ZB, 16° 49′ 40″ OL)
De zijrivieren van de Sangha omvatten de Babongo, Mossapoula, Keyen, Likoumbi en de Ngoko (die op zijn beurt gevormd wordt door de samenvloeiing van de Dja en de Boumba). De riviermonding van deze laatste en samenvloeiing met de Sangha bevindt zich bij Ouésso, in de Republiek Congo.(01° 39′ 5″ NB, 16° 03′ 25″ OL)
De Sangha-rivier is een zoetwater-ecoregio van Afrika. De wetlands in de Centraal-Afrikaanse Republiek, Kameroen en de Republiek Congo zijn beschermde Ramsar-sites.